# George Vasiliou
George Vasiliou (Famagusta, 20 de maio de 1931) é um político do Chipre. Ocupou o cargo de Presidente do Chipre de 28 de fevereiro de 1988 até 28 de fevereiro de 1993.